# روتوفرنو
روتوفرنو (به ایتالیایی: Rottofreno) یک کومونه در ایتالیا است که در استان پیاچنزا واقع شده‌است.

## خصوصیات
روتوفرنو ۳۴٫۵ کیلومترمربع مساحت و ۱۱٬۷۰۳ نفر جمعیت دارد و ۶۵ متر بالاتر از سطح دریا واقع شده‌است.